# The Children of the Noon
The Children of the Noon è un film documentario del 2016 diretto da Diego Fiori e Olga Pohankova. Presentato nel 2016 al St. Louis International Film festival negli USA, nell'aprile del 2017 riceve il Coup de cœur du jury al Festival International du Film Panafricain de Cannes. Una versione ridotta del documentario è stata trasmessa da Rai 3 il 31 agosto 2017 all'interno del format Doc3.

## Riconoscimenti
- 2017 - American Movie Awards[5]
  - Special Marquee Award
- 2017 - Hollywood International Independent Documentary Awards[6]
  - Award of Excellence
- 2017 - Hollywood International Moving Pictures Film Festival[7]
  - Documentary Feature
- 2017 - London Independent Film Awards[8]
  - Best Documentary
- 2017 - Los Angeles Independent Film Festival Awards[9]
  - Best Producer Feature
- 2017 - Festival Panafricain du Film de Cannes[3]
  - Coup de Coeur du Jury
- 2017 - Mediterranean Film Festival - MEDFF
  - Migliore Documentario
- 2017 - Premio Libero Bizzarri - DOC Film Festival
  - Premio Libero Bizzarri "Una Vita per gli Altri"
- 2017 - London Eye International Film Festival[10]
  - Best Documentary Feature Film
- 2017 - Scandinavian International Film Festival[11]
  - Best Long Documentary
- 2018 - Amsterdam International Filmmaker Festival of World Cinema[12]
  - Best Cinematography Feature Documentary
- 2018 - ReelHeART International Film Festival[13]
  - Best Cinematography
  - Best Documentary Feature
  - Best Sound